# Promozione Liguria 1984-1985
Nella stagione 1984-1985 la Promozione era sesto livello del calcio italiano (il massimo livello regionale). Qui vi sono le statistiche relative al campionato in Liguria.
Il campionato è strutturato in vari gironi all'italiana su base regionale, gestiti dai Comitati Regionali di competenza. Promozioni alla categoria superiore e retrocessioni in quella inferiore non erano sempre omogenee; erano quantificate all'inizio del campionato dal Comitato Regionale secondo le direttive stabilite dalla Lega Nazionale Dilettanti, ma flessibili, in relazione al numero delle società retrocesse dal Campionato Interregionale e perciò, a seconda delle varie situazioni regionali, la fine del campionato poteva avere degli spareggi sia di promozione che di retrocessione.

## Girone A

### Squadre Partecipanti
| Squadra                   | Città                   |
| ------------------------- | ----------------------- |
| S.S. Argentina Arma       | Arma di Taggia (IM)     |
| A.S. Boys Vado 73         | Vado Ligure (SV)        |
| U.S. Busallese            | Busalla (GE)            |
| U.L.S. Carcarese          | Carcare (SV)            |
| U.S. Cengio               | Cengio (SV)             |
| U.S. Ceriale              | Ceriale (SV)            |
| U.S. Dianese              | Diano Marina (IM)       |
| G.S. Levante "C" Pegliese | Pegli (GE)              |
| U.S. Libarna              | Serravalle Scrivia (AL) |
| S.C. Mallare              | Mallare (SV)            |
| A.S. Ovadamobili          | Ovada (AL)              |
| U.S. Pontedecimo          | Pontedecimo (GE)        |
| U.S. Sampierdarenese      | Sampierdarena (GE)      |
| F.S. Sestrese             | Sestri Ponente (GE)     |
| F.C. Veloce 1910          | Savona (SV)             |
| Ventimiglia Calcio        | Ventimiglia (IM)        |

### Classifica finale
|  | Pos. | Squadra              | Pt | G  | V  | N  | P  | GF | GS | DR  |
|  | ---- | -------------------- | -- | -- | -- | -- | -- | -- | -- | --- |
|  | 1.   | Levante "C" Pegliese | 48 | 30 | 21 | 6  | 3  | 55 | 11 | +44 |
|  | 2.   | Ventimiglia          | 47 | 30 | 20 | 7  | 3  | 49 | 10 | +39 |
|  | 3.   | Libarna              | 47 | 30 | 20 | 7  | 3  | 44 | 13 | +31 |
|  | 4.   | Carcarese            | 34 | 30 | 12 | 10 | 8  | 30 | 23 | +7  |
|  | 5.   | Sampierdarenese      | 34 | 30 | 8  | 18 | 4  | 27 | 19 | +8  |
|  | 6.   | Argentina Arma       | 32 | 30 | 11 | 10 | 9  | 31 | 32 | -1  |
|  | 7.   | Pontedecimo          | 32 | 30 | 11 | 10 | 9  | 36 | 28 | +8  |
|  | 8.   | Cengio               | 31 | 30 | 10 | 11 | 9  | 35 | 34 | +1  |
|  | 9.   | Sestrese             | 28 | 30 | 8  | 12 | 10 | 30 | 31 | -1  |
|  | 10.  | Ceriale              | 27 | 30 | 9  | 9  | 12 | 24 | 28 | -4  |
|  | 11.  | Ovadamobili          | 27 | 30 | 7  | 13 | 10 | 23 | 29 | -6  |
|  | 12.  | Dianese              | 26 | 30 | 9  | 8  | 13 | 28 | 39 | -11 |
|  | 13.  | Veloce               | 23 | 30 | 4  | 15 | 11 | 22 | 32 | -10 |
|  | 14.  | Mallare              | 17 | 30 | 5  | 7  | 18 | 17 | 63 | -46 |
|  | 15.  | Busallese            | 14 | 30 | 2  | 10 | 18 | 23 | 47 | -24 |
|  | 16.  | Boys Vado            | 13 | 30 | 2  | 9  | 19 | 15 | 50 | -35 |

## Girone B

### Squadre Partecipanti
| Squadra                        | Città                        | Stadio                   |
| ------------------------------ | ---------------------------- | ------------------------ |
| U.S. Audace Campomorone        | Campomorone (GE)             |                          |
| U.S. Aulla F.lli Signani       | Aulla (MS)                   |                          |
| U.S. Angelo Baiardo            | Genova (GE)                  |                          |
| U.S. Ligorna ASCOM Ortomercato | Genova (GE)                  |                          |
| U.S. Canaletto                 | La Spezia (SP)               |                          |
| U.S. Ceparana                  | Bolano (SP)                  |                          |
| A.C. Fivizzanese               | Fivizzano (MS)               |                          |
| S.C. Fossese 78                | Lavagna (GE)                 |                          |
| U.S. Lavagnese                 | Lavagna (GE)                 |                          |
| S.Ginnastica Levanto           | Levanto (SP)                 |                          |
| Molassana Boero                | Molassana (GE)               |                          |
| U.S. Monzone 1926              | Fivizzano (MS)               |                          |
| U.S. Rivarolese                | Rivarolo Ligure (GE)         |                          |
| A.C. Sammargheritese           | Santa Margherita Ligure (GE) | Stadio Eugenio Broccardi |
| U.S. Sestri Levante            | Sestri Levante (GE)          |                          |
| U.S. Valdellora                | La Spezia (SP)               |                          |

### Classifica finale
|  | Pos. | Squadra                   | Pt | G  | V  | N  | P  | GF | GS | DR  |
|  | ---- | ------------------------- | -- | -- | -- | -- | -- | -- | -- | --- |
|  | 1.   | Sammargheritese           | 41 | 30 | 14 | 13 | 3  | 51 | 25 | +26 |
|  | 2.   | Ceparana                  | 41 | 30 | 16 | 9  | 5  | 32 | 18 | +14 |
|  | 3.   | Sestri Levante            | 39 | 30 | 14 | 11 | 5  | 33 | 17 | +16 |
|  | 4.   | F.lli Signani             | 37 | 30 | 11 | 15 | 4  | 31 | 17 | +14 |
|  | 5.   | Fossese 78                | 35 | 30 | 11 | 13 | 6  | 27 | 18 | +9  |
|  | 6.   | Canaletto                 | 33 | 30 | 13 | 7  | 10 | 44 | 41 | +3  |
|  | 7.   | Fivizzanese               | 31 | 30 | 9  | 13 | 8  | 30 | 30 | 0   |
|  | 8.   | Lavagnese                 | 30 | 30 | 10 | 10 | 10 | 28 | 19 | +9  |
|  | 9.   | Audace Campomorone        | 30 | 30 | 8  | 14 | 8  | 34 | 32 | +2  |
|  | 10.  | Angelo Baiardo            | 28 | 30 | 9  | 10 | 11 | 24 | 31 | -7  |
|  | 11.  | Ginnastica Levanto        | 27 | 30 | 9  | 9  | 12 | 34 | 39 | -5  |
|  | 12.  | Molassana Boero           | 27 | 30 | 9  | 9  | 12 | 25 | 25 | 0   |
|  | 13.  | Rivarolese                | 26 | 30 | 9  | 8  | 13 | 32 | 35 | -3  |
|  | 14.  | Monzone 1926              | 21 | 30 | 7  | 7  | 16 | 30 | 51 | -21 |
|  | 15.  | Ligorna ASCOM Ortomercato | 20 | 30 | 4  | 12 | 14 | 21 | 35 | -14 |
|  | 16.  | Valdellora                | 14 | 30 | 2  | 10 | 18 | 19 | 62 | -43 |

### Spareggio 1.posto
18-05-1985 a Sestri Levante: Sammargheritese-Ceparana 1-0 d.t.s.
Sammargheritese promossa in Interregionale

## Finale Campione Regionale
28-05-1985 a Genova Marassi: Levante Pegliese-Sammargheritese 2-0